# Fate in a Pleasant Mood
Fate in a Pleasant Mood è un album discografico del musicista jazz statunitense Sun Ra e della sua Myth Science Arkestra registrato a Chicago nel 1960, e originariamente pubblicato nel 1965 dalla El Saturn Records.

## Il disco
L'album è stato ristampato dalla Impulse! Records nel 1974, e successivamente dalla Evidence in formato CD nel 1993. Nelle ultime ristampe su CD, il disco è stato abbinato a When Sun Comes Out, e nel 2012 a Super-Sonic Jazz.
Molte delle tracce furono registrate durante una sessione-fiume che generò tra le 30 e 40 canzoni, tenutasi agli RCA Studios o possibilmente alla Hall Recording Company (entrambi a Chicago), il 17 giugno 1960 circa. Altri album che avrebbero incluso tracce registrate in questa sessione sono: Interstellar Low Ways, Holiday for Soul Dance, Angels and Demons at Play e We Travel the Space Ways.

### Prova di stampa alternativa
Una prima versione alternativa dell'album con etichetta bianca, contenente altre canzoni e che termina con il brano Holiday for Soul Dance, venne fortunosamente ritrovata in un negozio di dischi a Montréal da François Lamarche molti anni dopo. Il test di stampa proveniva dagli Sheldon Recording Studios (alias Chess Studios di Chicago) e si intitolava semplicemente Music of the Future. La facciata A conteneva Space Mates, But Not for Me, e The Others in There [sic] World. Il lato B aveva invece Lights on the [sic] Satellite, Day by Day, Ankhnaton, e Holiday for Strings. La stampa recava l'indirizzo di casa di Alton Abraham al numero 4115 di South Drexel e dava un numero telefonico di Montréal come recapito di Sun Ra. Si presume che sia stata stampata nell'agosto o settembre 1961. Tuttavia, il trasferimento dell'Arkestra a New York scombussolò i piani. La El Saturn non pubblicò mai il materiale fino al 1965, e quando venne pubblicato, le tracce furono redistribuite in ordine differente.

## Tracce

### LP vinile 12"
- Tutti i brani sono opera di Sun Ra eccetto dove diversamente indicato.

Lato A
1. The Others in Their World - 2:15
2. Space Mates - 7:10
3. Lights of a Satellite - 3:39

Lato B
1. Distant Stars (Ra-Boykins) - 2:54
2. Kingdom of Thunder (Ra-Allen) - 3:50
3. Fate in a Pleasant Mood - 2:44
4. Ankhnaton - 3:25

## Formazione
La copertina originale indica i seguenti musicisti:
- Sun Ra - piano
- Phil Cohran - tromba
- George Hudson - tromba
- John Gilmore - sax tenore
- Marshall Allen - sax alto
- Ronnie Boykins - contrabbasso
- Eddy Skinner - batteria

Secondo l'esperto della discografia di Sun Ra Robert Campbell, tuttavia, le cinque tracce incise agli RCA Studios - The Others in Their World, Space Mates, Lights On a Satellite, Fate in a Pleasant Mood e Ankhnaton - vedrebbero una formazione leggermente differente costituita da:
- Sun Ra - percussioni, campane, gong e piano
- Phil Cohran - Cornetta
- Nate Pryor - trombone e campane
- John Gilmore - sax tenore e clarinetto, percussioni
- Marshall Allen - sax alto, flauto, campane
- Ronnie Boykins - contrabbasso
- Jon Hardy - batteria

Sempre secondo Campbell, Kingdom of Thunder, registrata durante sessioni dello stesso periodo, vede la presenza della stessa line-up ma con Lucious Randolph al posto di Phil Cohran alla tromba, e l'assenza di Nate Pryor. Distant Stars, incisa allo Wonder Inn, Chicago, ottobre 1960 circa, avrebbe la stessa line up di Kingdom of Thunder, tranne George Hudson alla tromba al posto di Cohran.